# Филиппины на летних Олимпийских играх 1996
Филиппины принимали участие в Летних Олимпийских играх 1996 года в Атланте (США) в шестнадцатый раз за свою историю, и завоевали одну серебряную медаль. Сборную страны представляло 12 спортсменов, в том числе 4 женщины.

## 02!Серебро
- Бокс, мужчины — Мансуето Веласко.

## Состав и результаты олимпийской сборной Филиппин

### Бокс
| Соревнование     | Спортсмены                                 | 1-й раунд                     | 2-й раунд                        | Четвертьфинал                  | Полуфинал                       | Финал                           | Место |
| Соревнование     | Спортсмены                                 | Соперник Результат            | Соперник Результат               | Соперник Результат             | Соперник Результат              | Соперник Результат              | Место |
| ---------------- | ------------------------------------------ | ----------------------------- | -------------------------------- | ------------------------------ | ------------------------------- | ------------------------------- | ----- |
| до 48 кг         | Мансуето Веласко                           | Цзай Чжисю (TPE) поб. RSC-1   | Йосвани Агилера (CUB) поб. 14-5  | Хамид Берхили (MAR) поб. 20-10 | Рафаэль Лосано (ESP) поб. 22-10 | Даниель Петров (BUL) пор. 20-10 | 2     |
| до 51 кг         | Элиас Рекайдо                              | Арсон Мапфумо (ZIM) поб. 13-2 | Игорь Самойленко (MDA) поб. 12-8 | Маикро Ромеро (CUB) пор. 3-18  | Завершил выступление            | Завершил выступление            |       |
| до 54 кг         |                                            |                               |                                  |                                |                                 |                                 |       |
| Вирхилио Висера  | Пэ Ги Ун (KOR) пор. 4-8                    | Завершил выступление          | Завершил выступление             | Завершил выступление           | Завершил выступление            |                                 |       |
| до 60 кг         |                                            |                               |                                  |                                |                                 |                                 |       |
| Ромео Брин       | Хулио Гонсалес Вальядарес (CUB) пор. 13-24 | Завершил выступление          | Завершил выступление             | Завершил выступление           | Завершил выступление            |                                 |       |
| до 63,5 кг       |                                            |                               |                                  |                                |                                 |                                 |       |
| Рейнальдо Галидо | Октай Уркал (GER) пор. 4-16                | Завершил выступление          | Завершил выступление             | Завершил выступление           | Завершил выступление            |                                 |       |